# Trésor de Priam

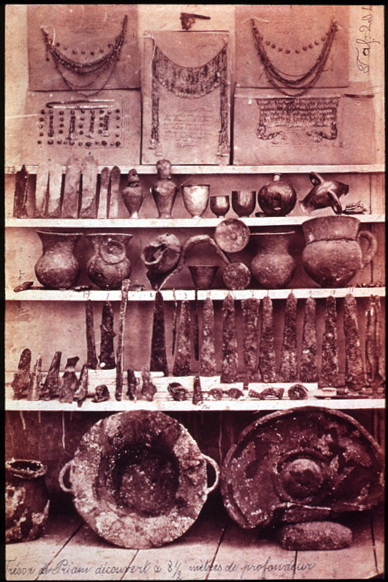
Le trésor de Priam.

Le Trésor de Priam (parfois désigné comme l’or de Troie) est une découverte archéologique effectuée par l'allemand Heinrich Schliemann alors qu'il dégageait le site de Troie, à Hissarlık, dans l'actuelle Turquie. Près de 8 000 objets rapportés des fouilles ont été indistinctement attribués au roi Priam, ce qui ne correspond pas à la datation de ces vestiges. Schliemann ayant fait don de ce trésor à l'Empire allemand en 1881, les objets rejoignirent en 1885 les collections du Völkerkundemuseum, puis en 1931 le Museum für Vor- und Frühgeschichte (Berlin). À la fin de la Seconde Guerre mondiale, le trésor fut emporté comme prise de guerre en Union soviétique. On resta sans nouvelles de son sort jusqu'à ce qu'il soit de nouveau localisé en 1987. Le Trésor de Priam est exposé au musée Pouchkine de Moscou, le musée de Berlin n'exposant actuellement que des copies des pièces originales.

## La découverte

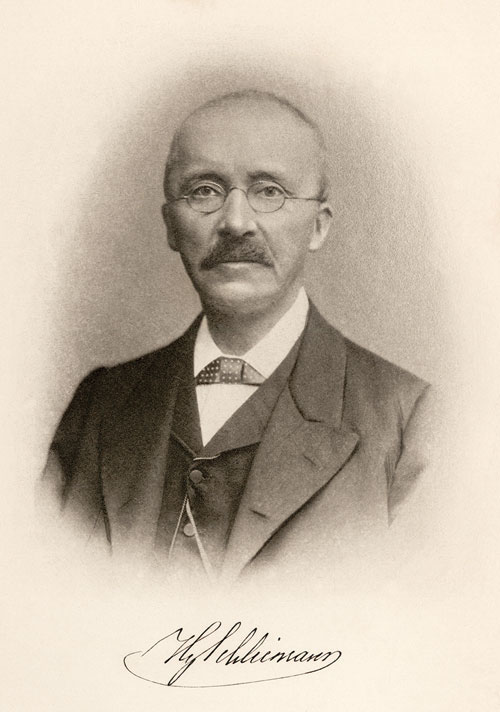
Heinrich Schliemann.

Le Trésor de Priam fut découvert le 31 mai 1873 par Heinrich Schliemann lors de fouilles. Ce passionné d'antiquités, convaincu que le site de la légendaire Troie devait se trouver sous la colline d’Hissarlik, avait établi son chantier à cet endroit. En quête de vestiges à résonance historique, Schliemann n'hésita pas à retourner toutes les couches de terrain jusqu'à atteindre le niveau correspondant à l'époque présumée du roi Priam et de la chute de Troie. Mais en avril 1873, tout ce qu'il avait découvert était les vestiges d'une ville détruite par un incendie, dont le niveau lithologique correspondait à 2450 av. J.-C. environ. Schliemann dégagea deux boyaux menant à deux grandes portes, une rampe de pierre et les vestiges d'un édifice qu'il identifia comme le Palais de Priam.
Quelques semaines plus tard, le 31 mai, Schliemann, après quelques recherches le long d'un mur à proximité de la grande porte de la ville, dégagea à une profondeur d'environ 8,50 m un récipient en cuivre fendu, sous lequel il découvrit un amoncellement d'or :
« Derrière le dernier (<mur>) je poussais encore 8 à 9 mètres par delà le mur d'enceinte connexe aux Portes Scées, et en continuant de creuser entre ce mur et les abords immédiats de la maison de Priam, je mis la main sur un grand objet en cuivre d’une forme tout à fait particulière. Cette trouvaille avait attiré mon attention car il me semblait entrevoir de l’or sous l’objet qui reposait sur une couche pétrifiée de cendres rouges et de débris calcinés d’une épaisseur de 1,50 mètre. C’est sur cette couche que reposait le mur de fortification d’une hauteur de 6 mètres. Je mis au jour le trésor à l’aide d’un grand couteau, entreprise qui ne put se faire qu’au prix d’un effort surhumain et sous la menace d’un terrible danger, car le mur de fortification menaçait à chaque instant de me tomber dessus. Mais la vue de tant d’objets, dont chacun avait une valeur inestimable pour la science, me rendait téméraire et je ne pensais pas au danger. Toutefois, il m’eût été impossible de transporter le trésor sans l’aide de ma chère épouse qui était là, prête à envelopper dans son châle et à emporter les objets que je déterrais. »
Faisant fi des risques d'effondrement, il continua à creuser et mit au jour de nouveaux objets de métal précieux. Schliemann ramenait ensuite ses trouvailles dans sa cabane de chantier, où il les mettait en sécurité et où il les classait. Parfois les objets étaient entrelacés ou emboîtés l'un dans l'autre. Il y avait là entre autres un bouclier, un chaudron aplati, des dagues et des pointes de lance en cuivre, une aiguière, trois vases et des lames de couteau en argent, une flasque, un gobelet et deux petits pots en or. Le plus grand vase en argent contenait des parures d'or, dont deux diadèmes, un mince bandeau frontal, quatre pendentifs, six bracelets, 56 boucles d'oreille et 8 750 petits boutons et anneaux.

## Histoire

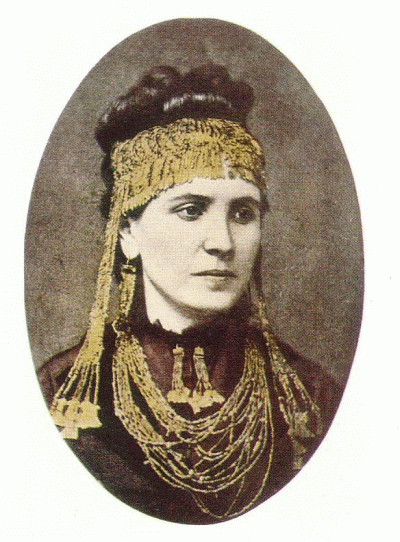
Portrait de Sophia Schliemann portant diadème, boucles d'oreille et collier provenant du Trésor de Priam.

### Transfert en Allemagne
De peur d'une confiscation et d'un partage consécutif du butin, Schliemann ne dit rien de sa découverte aux autorités ottomanes, quoiqu'il eût été tenu d’obtenir d'elles une autorisation de creuser. Le 17 juin 1873 il transporta en grand secret les objets à la frontière grecque et embarqua ensuite pour Athènes. De là, il expédia aux plus célèbres sociétés savantes d’Europe une dépêche par laquelle il les avisait de sa découverte. La Sublime Porte poursuivit Schliemann devant un tribunal grec pour contrebande. Au terme d'une année de procès, Schliemann fut condamné à verser une indemnité de 10 000 franc-or. Il décida même de donner de son plein gré 50 000 francs-or au Musée impérial de Constantinople et lui restitua quelques éléments du trésor, d'intérêt secondaire.
Schliemann pensait établir à ses frais un nouveau musée à Athènes pour abriter ce trésor et ses futures découvertes, mais ne put trouver de terrain d'entente avec le gouvernement grec pour les droits d'exploitation en 1873 des sites d’Olympie et Mycènes, si bien qu'il finit par proposer au musée du Louvre d'accueillir la collection ; mais les autorités françaises déclinèrent l’offre.
Après avoir proposé le trésor à la vente auprès du musée de l'Ermitage de Saint-Pétersbourg, Schliemann l'exposa de 1877 à 1880 au Victoria and Albert Museum de Londres, où depuis des années sa trouvaille suscitait l'intérêt des chercheurs et du grand public. Sur une suggestion de son ami Rudolf Virchow, qui avait pris part à la campagne de fouilles de 1879, Schliemann en fit don en 1881 au peuple allemand pour qu'il en dispose à jamais et sans interruption dans la capitale impériale. Lui-même devint membre de la Berliner Gesellschaft für Anthropologie, Ethnologie und Urgeschichte et fut fait citoyen d'honneur de Berlin. L’empereur Guillaume Ier le remercia personnellement par une lettre et l'assura que le Trésor de Priam serait exposé en permanence dans les galeries du Musée ethnologique de Berlin
En décembre 1880, Schliemann fit démonter les panneaux d'exposition du trésor de Troie des vitrines du musée londonien de South-Kensington, et les fit expédier à Berlin. En 1881, ils occupaient deux salles du tout nouveau musée des Arts décoratifs (auj. Martin-Gropius-Bau dans la rue du Prince-Albert), et l'ouverture au public commença en février 1882. Cette même année, Schliemann augmenta la collection de nouveaux vestiges archéologiques. Le transfert du trésor vers le site initialement prévu, le Département « préhistoire » du musée für Völkerkunde n'aura lieu qu'en 1885. La collection fut enrichie à plusieurs reprises au cours des années suivantes, d'abord par le rachat à la Turquie des pièces laissées en dépôt à l'issue du procès en contrebande (1886), puis par le don d'antiquités égyptiennes (1887). Par testament, Schliemann léguait en 1891 à sa veuve Sophia les derniers objets du trésor encore en dépôt dans sa maison d’Athènes. Ceux-ci furent expédiés en 1893-94 à Berlin par la Direction du Musée ottoman, donnant à la collection Schliemann son contenu définitif. Jusqu'en 1895, on conserva l'ordonnance voulue par Schliemann, puis le Prof. Hubert Schmidt, qui avait pris part en 1893-94 aux dernières campagnes de fouilles d'Issarlik (Troie) sous la direction de Wilhelm Dörpfeld, dressa un catalogue systématique et imagina une nouvelle présentation du trésor. C'est dans cet état que se trouvait encore la collection, dans les salles Schliemann de l'aile du Völkerkundemuseum de Berlin, lorsqu'éclata la Seconde Guerre mondiale en 1939.

### Seconde Guerre mondiale
À l'approche d'une guerre avec la France en 1939, on conseilla aux conservateurs des musées berlinois de mettre leurs collections en lieu sûr. Les collections du Völkerkundemuseum furent déplacées dans les sous-sols, et le trésor de Priam fut, avec d'autres objets précieux du musée, entreposé dans des caisses en bois avec des listes d'inventaire. En janvier 1941, devant la multiplication des raids aériens, on déplaça ces caisses dans les sous-sols de la Preußische Staatsbank. À la fin de l'année 1941, elles furent de nouveaux déplacées dans la tour de la Flak du Großer Tiergarten, où deux salles étaient assignées aux collections du musée. Elles y demeurèrent jusqu'à la chute de Berlin, quoiqu'un « Ordre du Führer » de mars 1945 eût exigé le déplacement des collections muséales vers le front ouest, pour les soustraire aux Bolcheviks, mais le directeur du musée, le Dr. Wilhelm Unverzagt, s'y opposa et ordonna le retour des caisses au parc de Tiergarten. Unverzagt resta à veiller sur ses précieuses caisses, jusqu'à l'arrivée de l’Armée rouge. Le gouverneur militaire soviétique, Nikolaï Erastovitch Bersarine, après avoir inspecté la Flakturm en compagnie du Dr. Unverzagt, l'assura que les pièces du musée resteraient en sécurité.

### Prise de guerre
Wilhelm Unverzagt, aidé de deux collaborateurs, fit préparer les collections dans la Flakturm pour leur acheminement vers l'aérodrome, et le 13 mai elles furent emmenées par camion. « L'or de Troie » fut remis officiellement aux autorités occupantes le 26 mai, non sans qu'Unverzagt eût exigé la présence d'un haut responsable soviétique. La délégation dépêchée pour l'occasion à Berlin comprenait l’historien de l’art Victor Lazarev et le responsable des transports de la Commission des Beaux-Arts, Andreï Konstantinov. Le 30 juin 1945, le Trésor de Priam était l'un des premiers butins de guerre à rejoindre l’aérodrome de Vnoukovo ; le 10 juillet, il rejoignait les collections du musée Pouchkine, où il ne fut cependant jamais exposé. Aussi finit-on par le croire disparu.
Ce n'est qu'en septembre 1987 que fut révélée la détention du trésor en Russie, lorsque Gregori Koslov examina des archives du ministère de la Culture vouées à la destruction. Il découvrit entre autres un document intitulé « Objets remarquables du grand trésor de Troie, Berlin, Völkerkundemuseum », signé par l'ex-conservatrice en chef du musée Pouchkine, Nora Eliasberg. Il était ainsi établi que le trésor avait été répertorié et qu'il devait sans doute toujours se trouver dans les réserves du musée Pouchkine. Irina Antonova, conservatrice du musée Pouchkine, réagit vivement à la divulgation du dépôt secret contenant les prises de guerre russes et justifia qu'on ait gardé jusque-là le secret. En octobre 1991, le ministre de la Culture Nikolaï Goubenko avoua lors d'une conférence de presse qu'il ignorait où l'or de Schliemann pouvait bien se trouver et suggéra plutôt qu'il était certainement tombé aux mains des Alliés occidentaux. Koslov demanda à des amis archivistes de rechercher dans les Archives centrales de Littérature et des Beaux-Arts toute mention sur l'or des Troyens ; l'un d'entre eux finit par tomber sur l'ensemble des pièces administratives. Certains de ces documents ont été publiés dans un numéro de la revue ARTnews. Pourtant la thèse d'un dépôt en Russie restait contestée.

### Négociations russo-germaniques
Le 26 octobre 1994, la conservatrice Irina Antonova présentait face aux caméras de la télévision russe quelques objets du trésor de Troie, en présence de Vladimir Tolstikov, directeur du département d'archéologie du musée Pouchkine, et de quatre conservateurs berlinois, dont Klaus Goldmann, qui avait enquêté depuis 25 ans sur le destin de la collection Schliemann. Puis Tolstikov invita ses hôtes allemands à le suivre dans une pièce voisine, où on leur présenta les planches du reste de la collection.
La question d'une restitution est à ce jour repoussée par les autorités russes, quoique l'annonce contraire en soit faite régulièrement. En 1996, il y eut à Moscou une grande exposition Schliemann où l'on présenta pour la première fois depuis 50 ans le trésor de Troie et un catalogue raisonné a même été publié. Le trésor de Priam fait à présent partie des expositions permanentes du musée Pouchkine.
Depuis 2009, des copies des objets d'une grande partie de la collection Schliemann sont visibles dans les salles Schliemann du Museum für Vor- und Frühgeschichte (dans les locaux du Neues Museum) ; elles ont rejoint les quelques objets remis à l'époque par l'URSS à la RDA, puis en 1992 par la Russie à l’Allemagne et sont exposées suivant leur disposition d'origine : par exemple, les couverts en argent, y compris le grand vase (en haut sur la photo), dans lesquels Schliemann découvrit les objets en or.

## Galerie

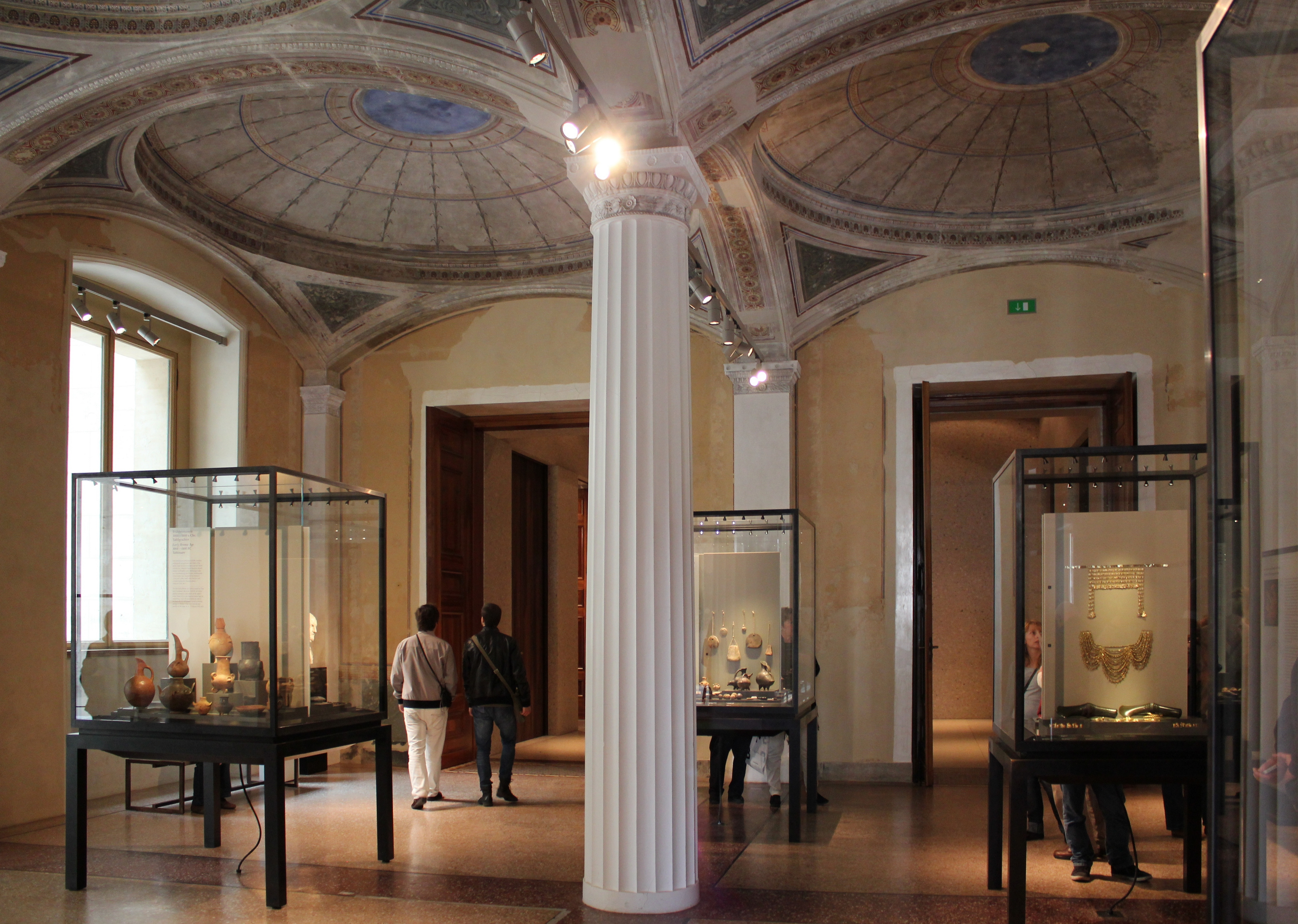
La salle Schliemann du Neues Museum de Berlin.
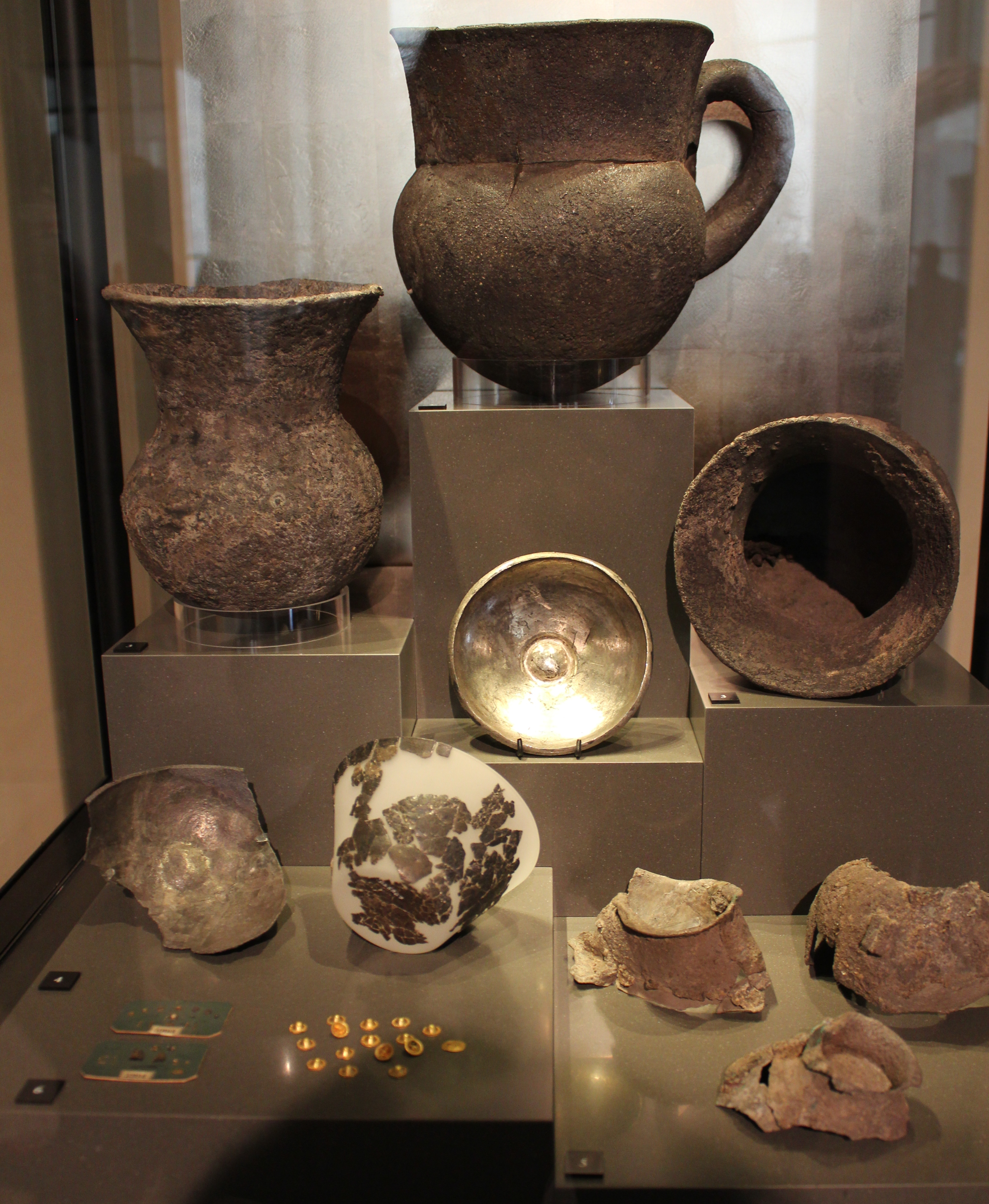
Vases en argent du Trésor de Priam (copies, Neues Museum).
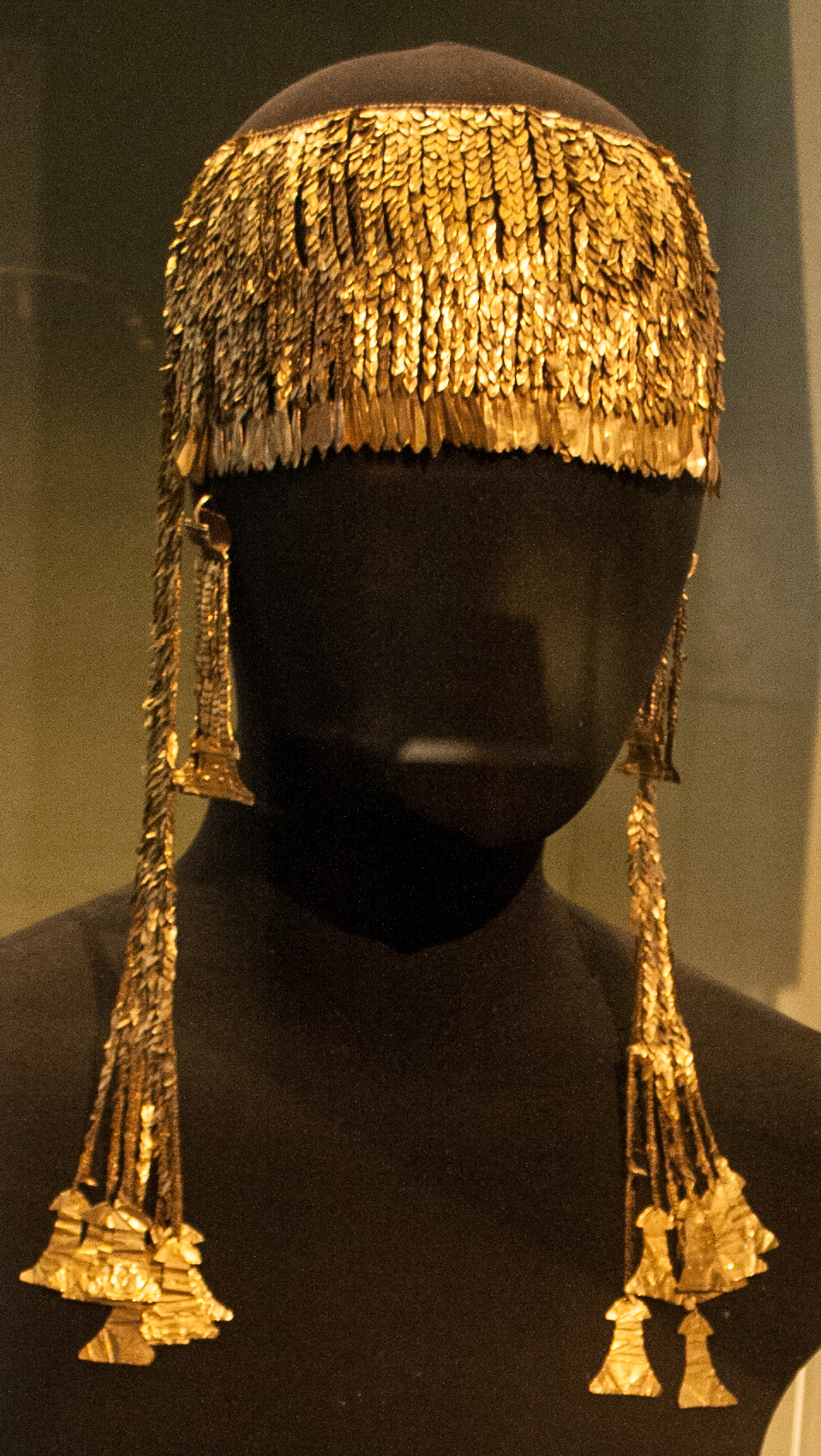
Diadème en or du Trésor de Priam (musée Pouchkine).
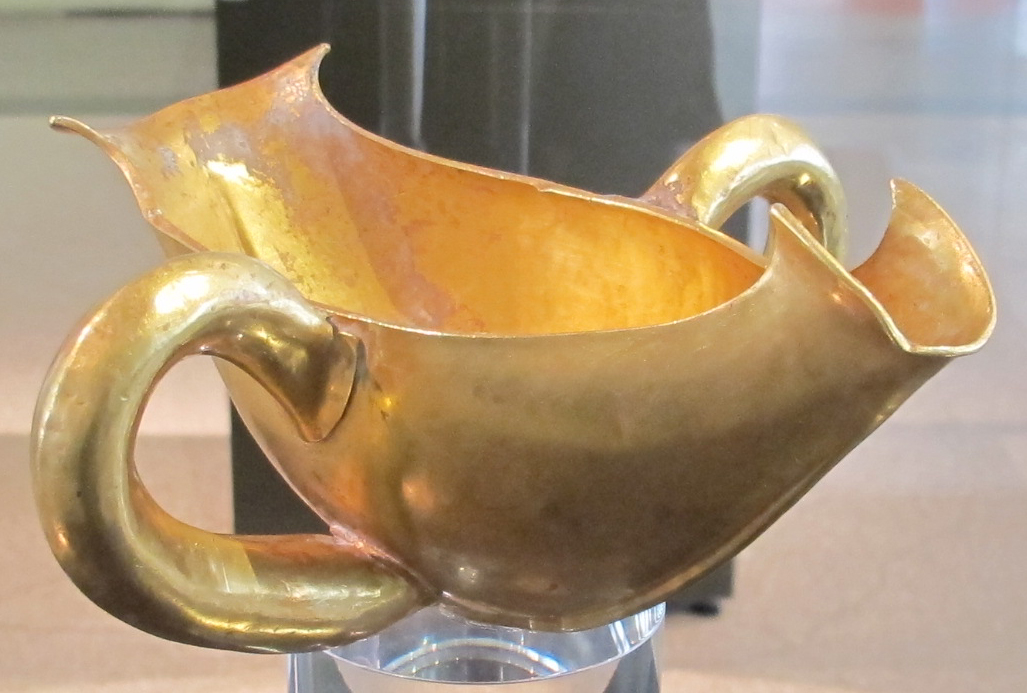
Saucière en or du Trésor de Priam (musée Pouchkine).